# Theodora von Griechenland

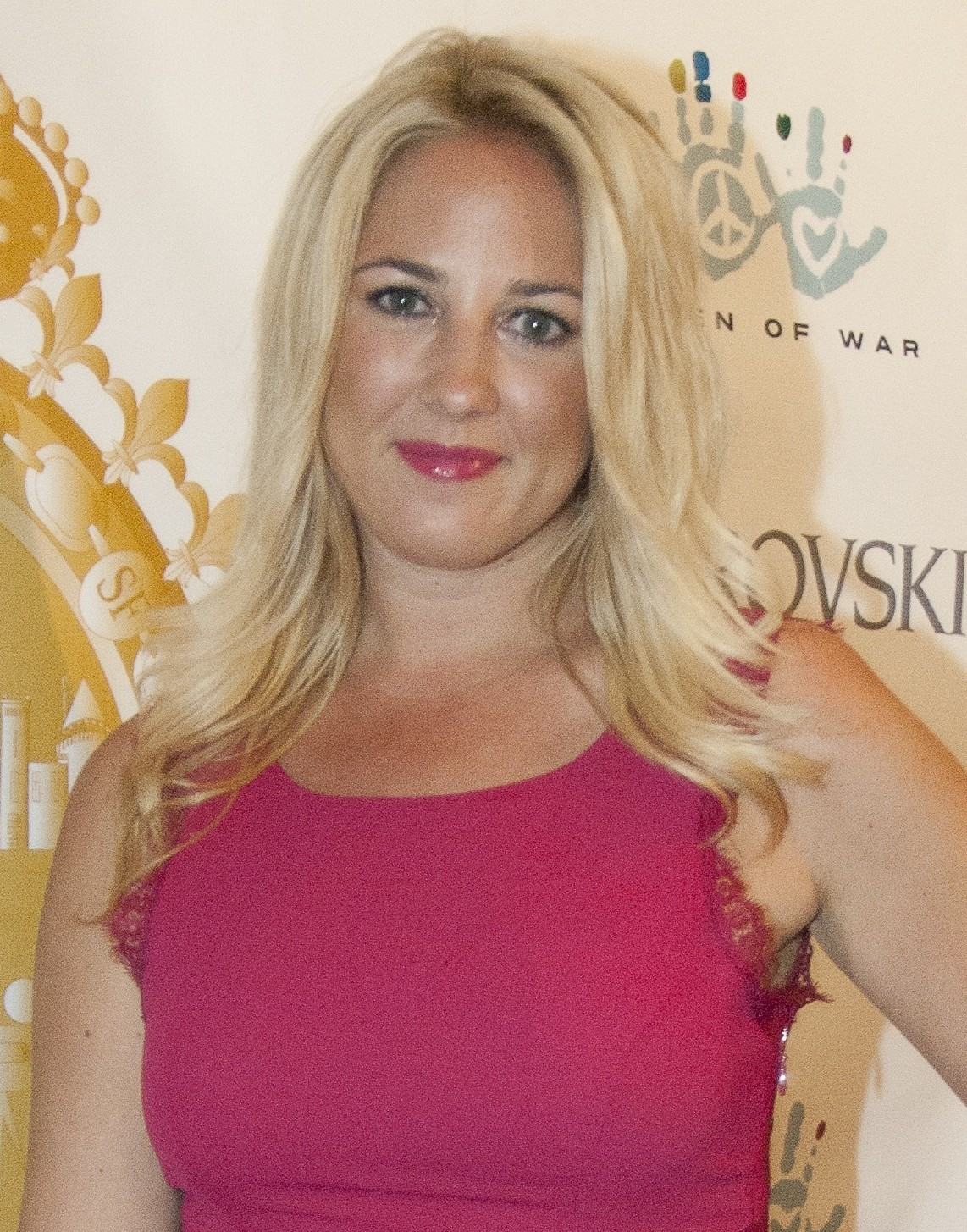
Theodora (2012)

Prinzessin Theodora von Griechenland und Dänemark (griechisch: Πριγκίπισσα Θεοδώρα της Ελλάδας και Δανίας; * 9. Juni 1983 in London) ist die jüngere Tochter und das vierte Kind des ehemaligen Königs Konstantin II. von Griechenland und dessen Frau Anne-Marie von Dänemark. Sie wurde zehn Jahre nach der Absetzung ihres Vaters und neun Jahre nach der offiziellen Abschaffung der Monarchie in Griechenland geboren.
Ihre Großeltern väterlicherseits waren König Paul von Griechenland und Friederike von Hannover, ihre Großeltern mütterlicherseits Frederik IX. von Dänemark und Ingrid von Schweden. Zu ihren Paten zählen Kronprinz Alexander von Jugoslawien, Michael I. von Rumänien, Elisabeth II. des Vereinigten Königreichs und Margrethe II. von Dänemark.

## Beruf
Theodora lebt seit April 2010 in Los Angeles und arbeitet dort als Schauspielerin unter dem Künstlernamen Theodora Greece. Von 2011 bis 2018 spielte sie in einer wiederkehrenden Gastrolle in der Serie Reich und Schön mit.